# Mauro Meléndez
Mario Mauro Meléndez Castillo (Arica, 17 de noviembre de 1962-Rancagua, 4 de marzo de 2018) fue un futbolista chileno. Jugaba de defensa y militó en distintos equipos de Chile, referente en Deportes Arica y capitán de O'Higgins en la década de 1990.

## Trayectoria
Llegó a las cadetes de Deportes Arica proveniente del club Nebraska. Formó parte de una gran generación de futbolistas ariqueños que brillaron en el primer equipo entre los que destacaron Héctor Moscoso, Carlos "Pichi" Rodríguez, Alex Castillo, Luis "Torito" Navarro, Luis "Catata" Molina, y Eduardo Vicentelo entre otros, quienes fueron guiados en las series juveniles del CDA bajo la dirección técnica de Manuel Muñoz.
El año 1981 Meléndez es informado por Don Alicel Belmar que sería parte del plantel mayor junto a varios de sus compañeros de inferiores. Para aquella temporada el técnico trajo a un equipo completo compuesto con jugadores provenientes de la zona central-sur del país, pero también dejó a experimentados futbolistas ariqueños como Adrián "cogote" Pérez, "Carlín" Díaz, y Carlos Gómez, a quienes se le unirían la gran camada ariqueña de cadetes, los que finalmente se ganarían un puesto en el equipo. Mauro Meléndez debutó en la Copa Polla Gol de Segunda División que ganó el CDA y además jugó 5 partidos en el Campeonato Oficial de Segunda que Deportes Arica ganó y logró el ascenso a Primera División.
Luego de descender a Segunda División el CDA lo vende a O'Higgins de Rancagua, cuadro que también cayó al descenso a fines de 1985. En el año 1986, inició su larga trayectoria en el club logrando la Copa Polla Gol de Segunda División en 1986; el ascenso a Primera División de Chile en 1987 tras ganar la Liguilla de Promoción en Talca; disputó 4 Liguillas para Copa Libertadores (1990, 1991, 1992, 1994); fue parte del equipo que disputó la Copa Conmebol de 1992; obtuvo un 3º puesto en el Campeonato de Primera División en 1994; y un subcampeonato de Copa Chile en 1994. Durante toda una década la camiseta n.º 3 de O'Higgins tuvo nombre y apellido: Mauro Meléndez. En Rancagua convirtió 37 conquistas y es el defensor que más goles anotó en la historia del club.

## Clubes
| Club           | País  | Año       |
| -------------- | ----- | --------- |
| Deportes Arica | Chile | 1981-1985 |
| O'Higgins      | Chile | 1986-1991 |
| Everton        | Chile | 1992      |
| O'Higgins      | Chile | 1993-1997 |
| Deportes Arica | Chile | 1998      |
| Colchagua      | Chile | 1999      |

## Títulos

### Campeonatos nacionales
| Título                                        | Club           | País  | Año  |
| --------------------------------------------- | -------------- | ----- | ---- |
| Campeonato de Apertura de la Segunda División | Deportes Arica | Chile | 1981 |
| Primera B                                     | Deportes Arica | Chile | 1981 |
| Campeonato de Apertura de la Segunda División | O'Higgins      | Chile | 1986 |